# GYSEV-mozdonysorozatok
Az alábbi cikk a GYSEV mozdonysorozatairól nyújt áttekintést.

## Gőzmozdonyok
- GYSEV 201–206
- GYSEV 20
- GYSEV 111–117
- GYSEV 323 sorozat
- GYSEV 324 sorozat
- GYSEV 121–124
- GYSEV 403 sorozat
- GYSEV 424 sorozat
- GYSEV 520 sorozat

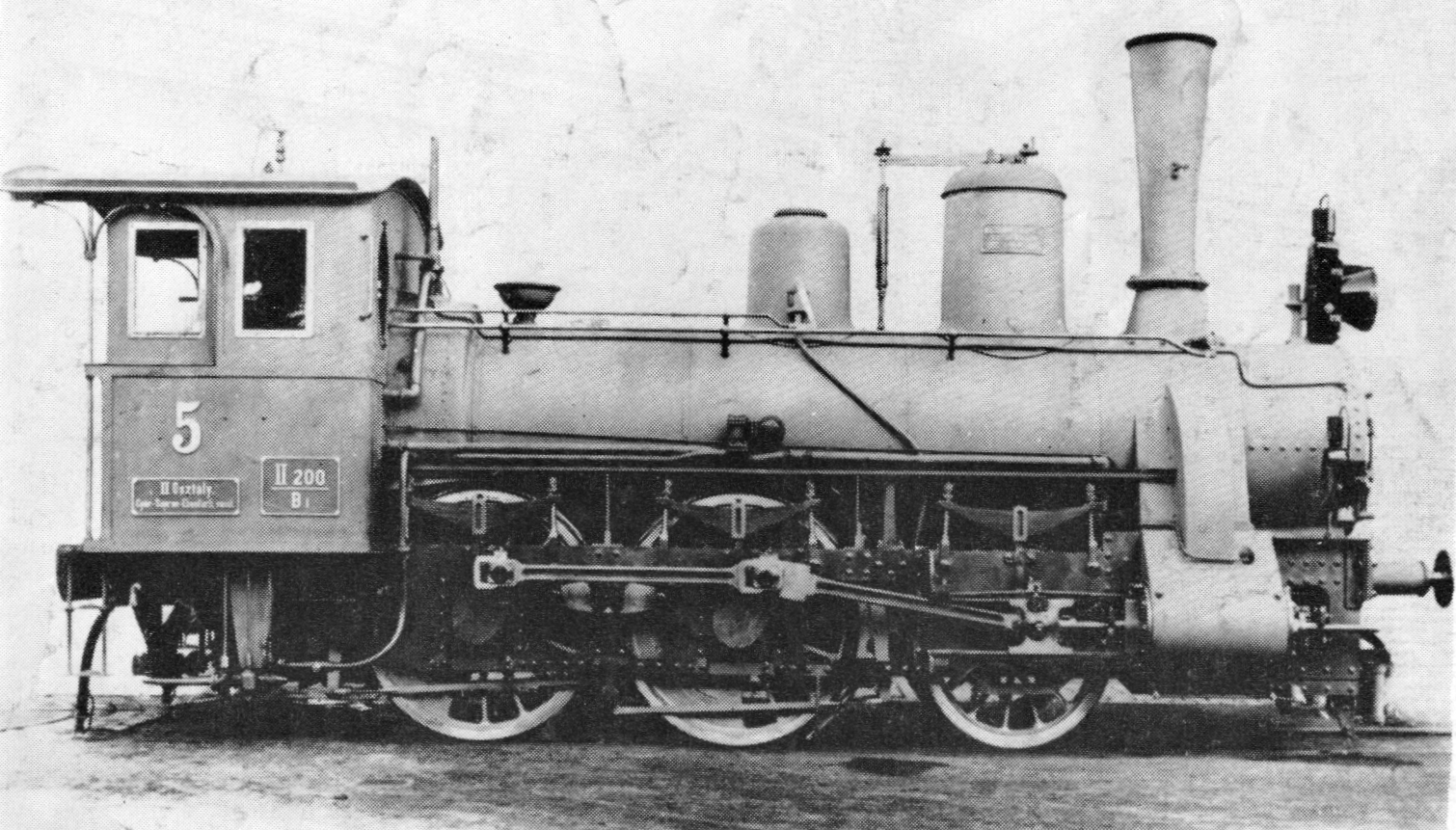
GYSEV 5
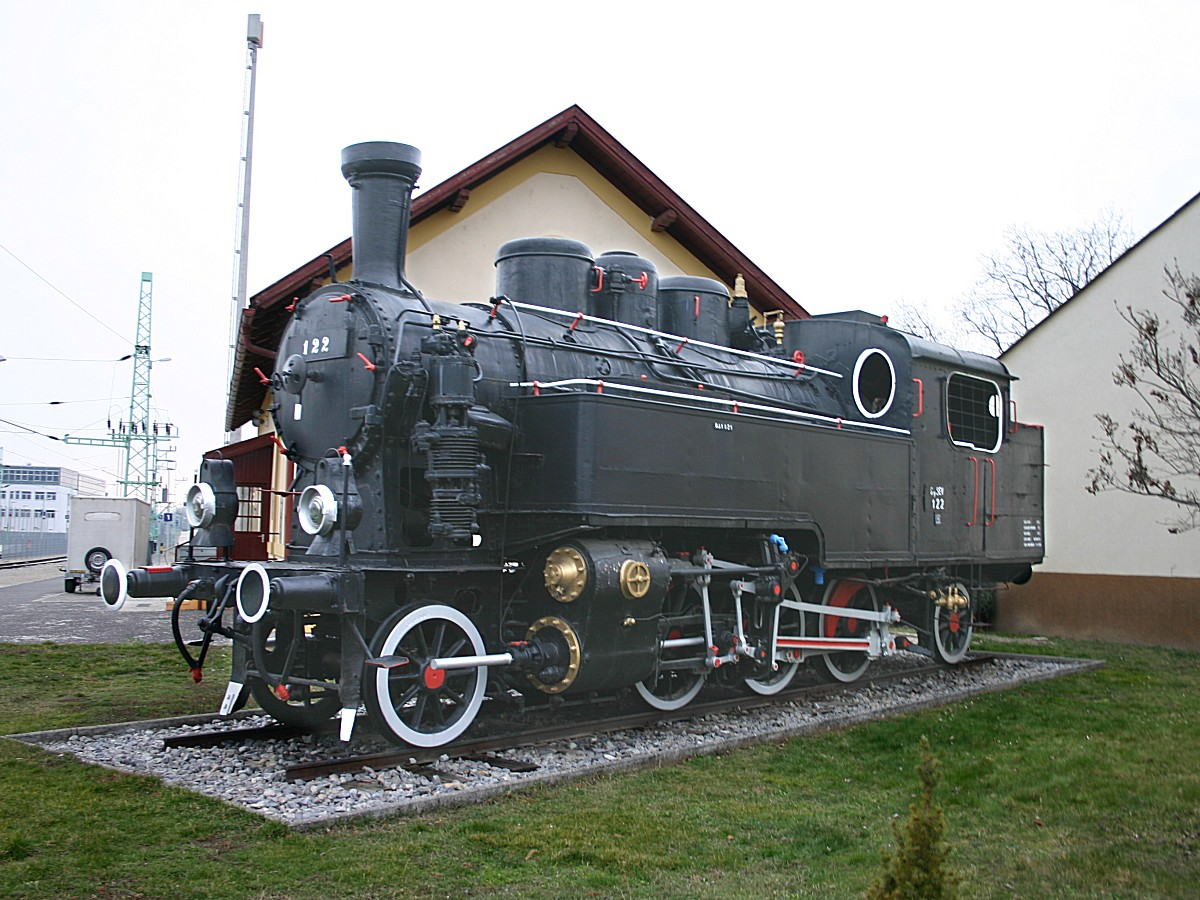
A kiállított GYSEV 122 Nezsiderfürdő állomáson
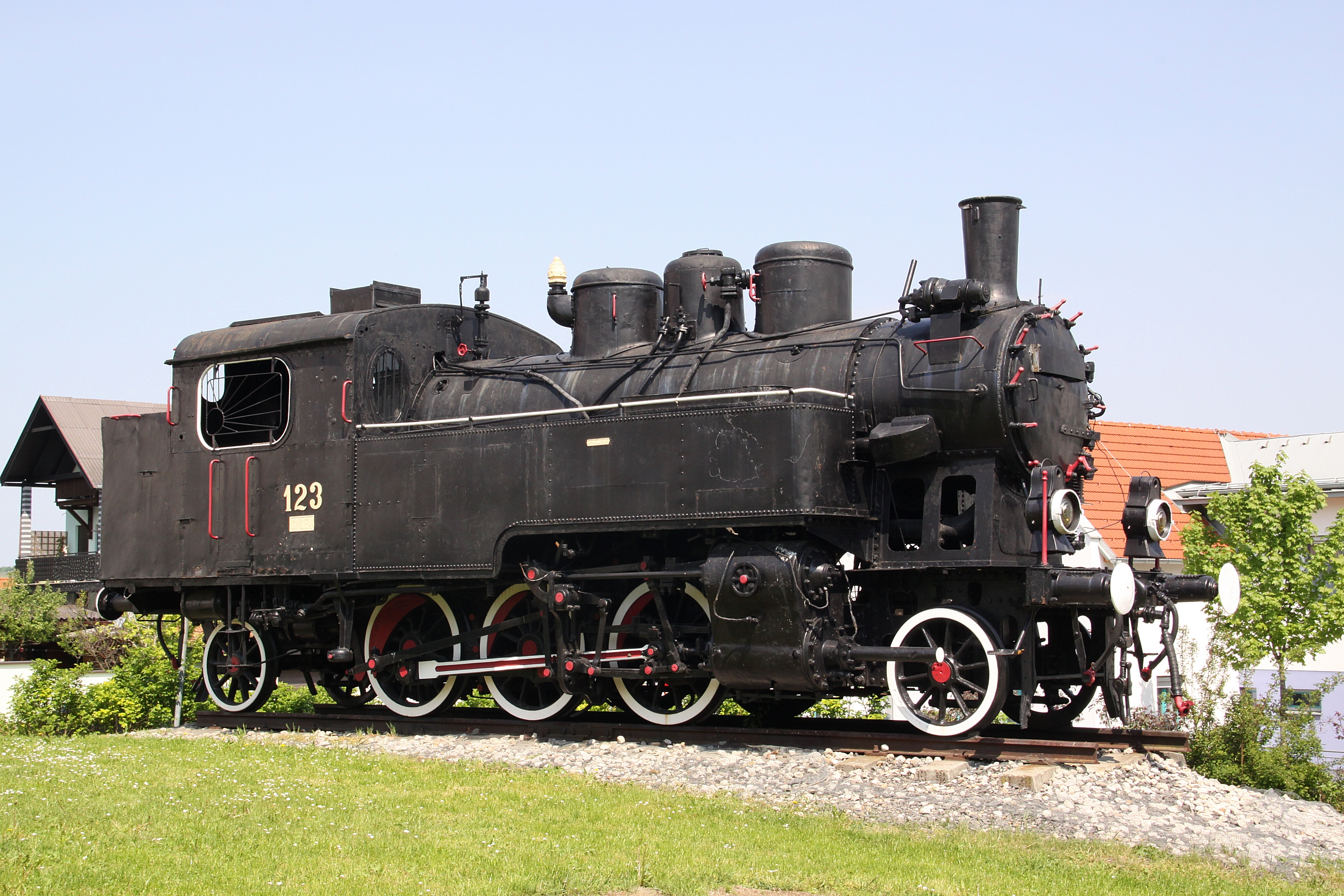
GYSEV 123 Fraknónádasdon
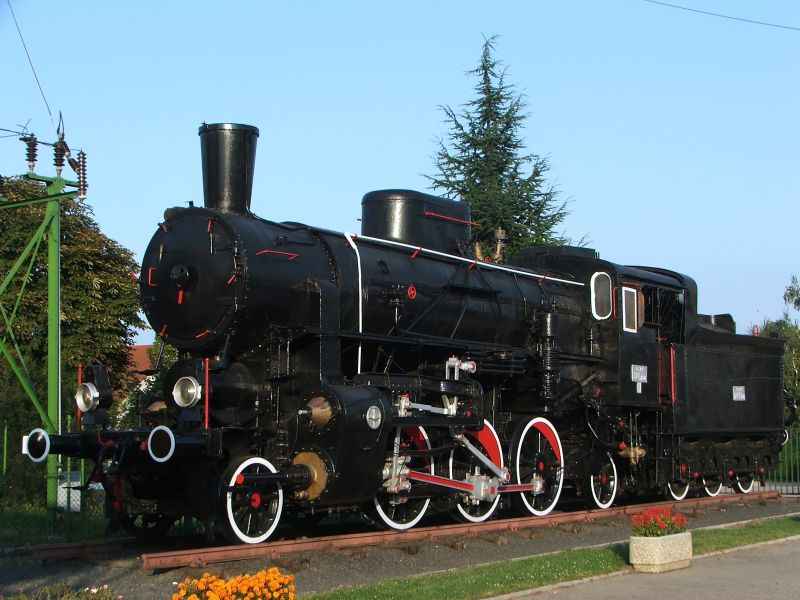
GYSEV  324 Sopronban

## Villanymozdonyok
- A GYSEV 1047 sorozatú villanymozdonya
- A GYSEV által bérelt, az ELL Vectron sorozatú mozdonyai
- A GYSEV Vectron 471 sorozatú mozdonyai[1][2]
- A GYSEV Astride BB 36000 sorozatú mozdonyai

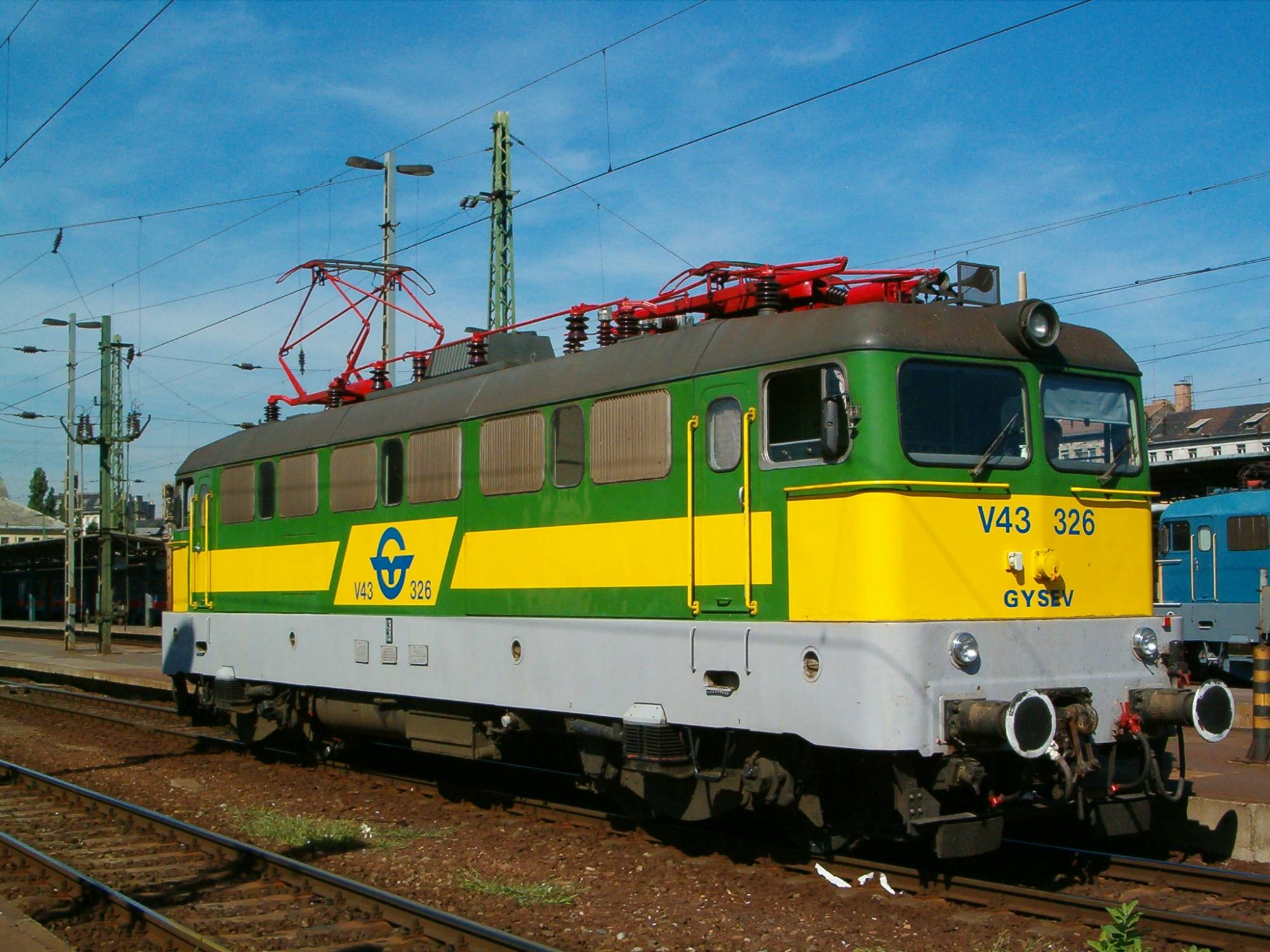
A GYSEV V43 sorozatú villanymozdonya
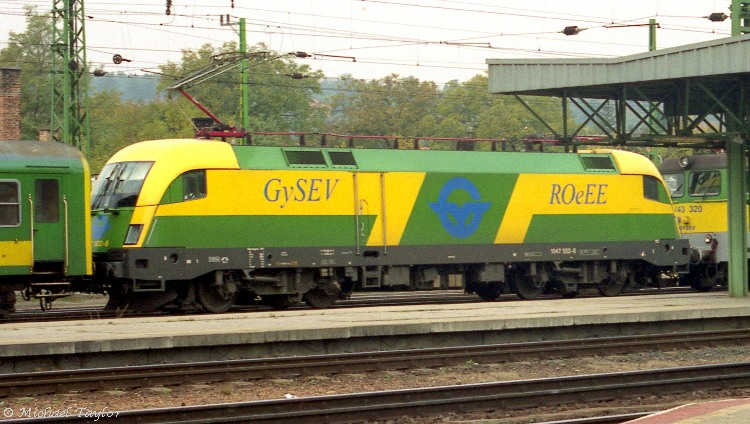
A GYSEV 1047 sorozatú villanymozdonya
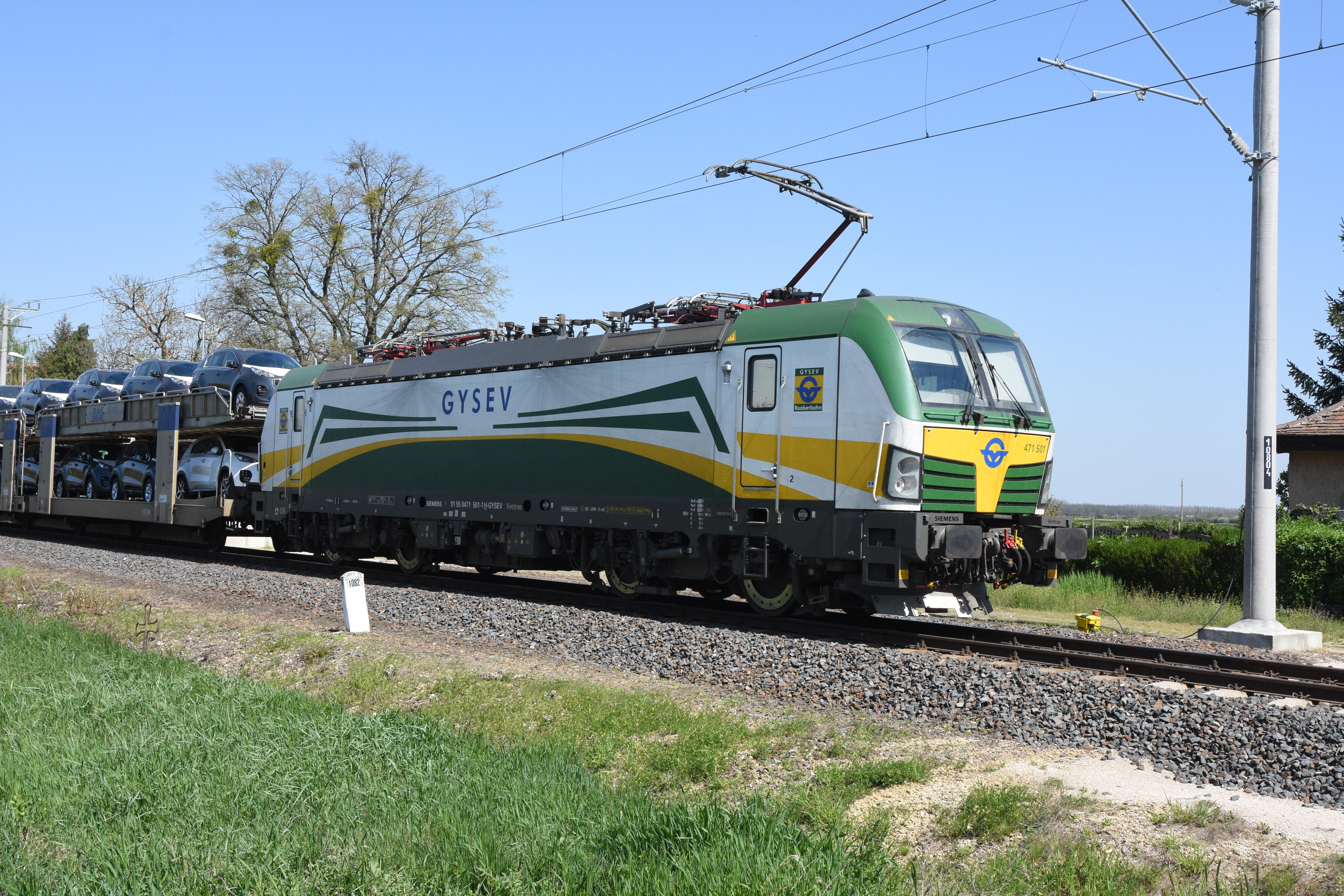
A GYSEV 471 sorozatú villanymozdonya

## Dízelmozdonyok
- A GYSEV M40 sorozatú dízelmozdonya
- A GYSEV M41 sorozatú dízelmozdonya
- A GYSEV M42 sorozatú dízelmozdonya
- A GYSEV M43 sorozatú dízelmozdonya
- A GYSEV M44 sorozatú dízelmozdonya
- A GYSEV M47 sorozatú dízelmozdonya
- A GYSEV M62 sorozatú dízelmozdonya
- A GYSEV LM 1 pályaszámú, Breuer-féle lokomotorja
- A GYSEV „Apróka” becenevű dízelmozdonya, a cinfalvi cukorgyár egykori ipari mozdonya
- A GYSEV DR 130 sorozat sorozatú dízelmozdonya (2 db)[3]

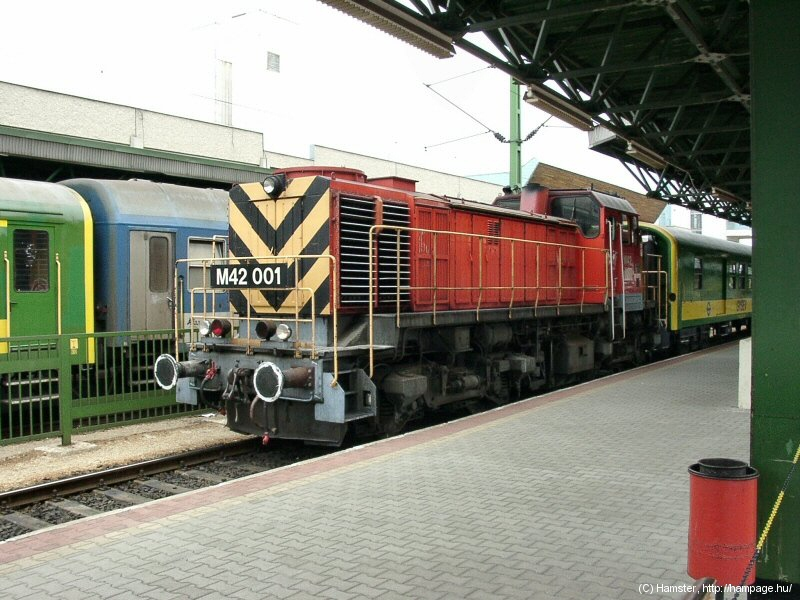
A GYSEV M42-es sorozatú tehervonati dízelmozdonya korábban...
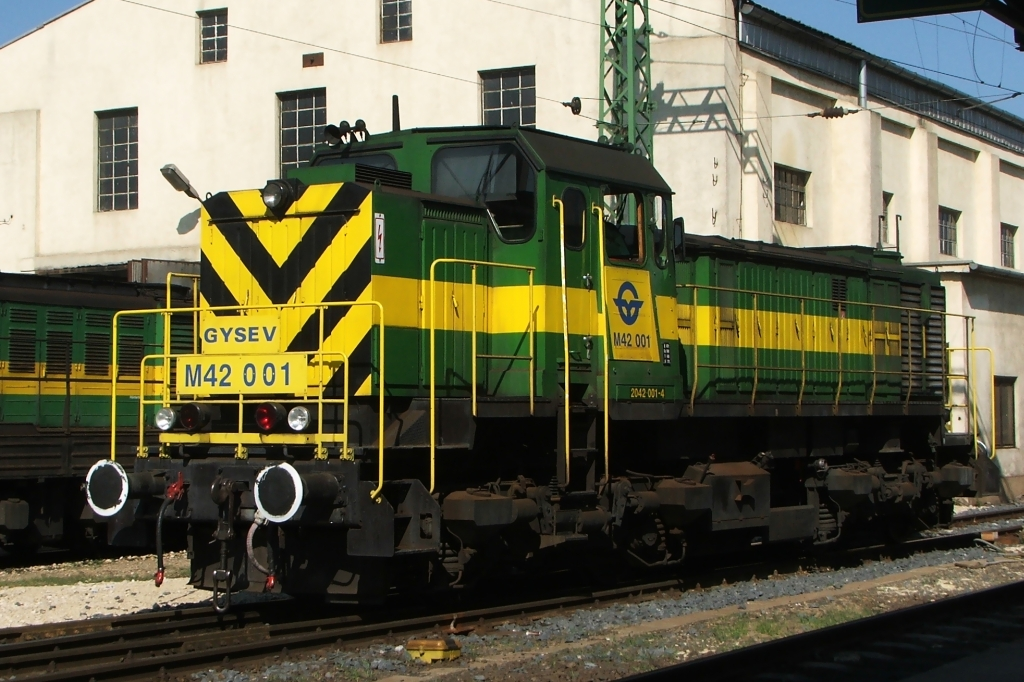
...és napjainkban
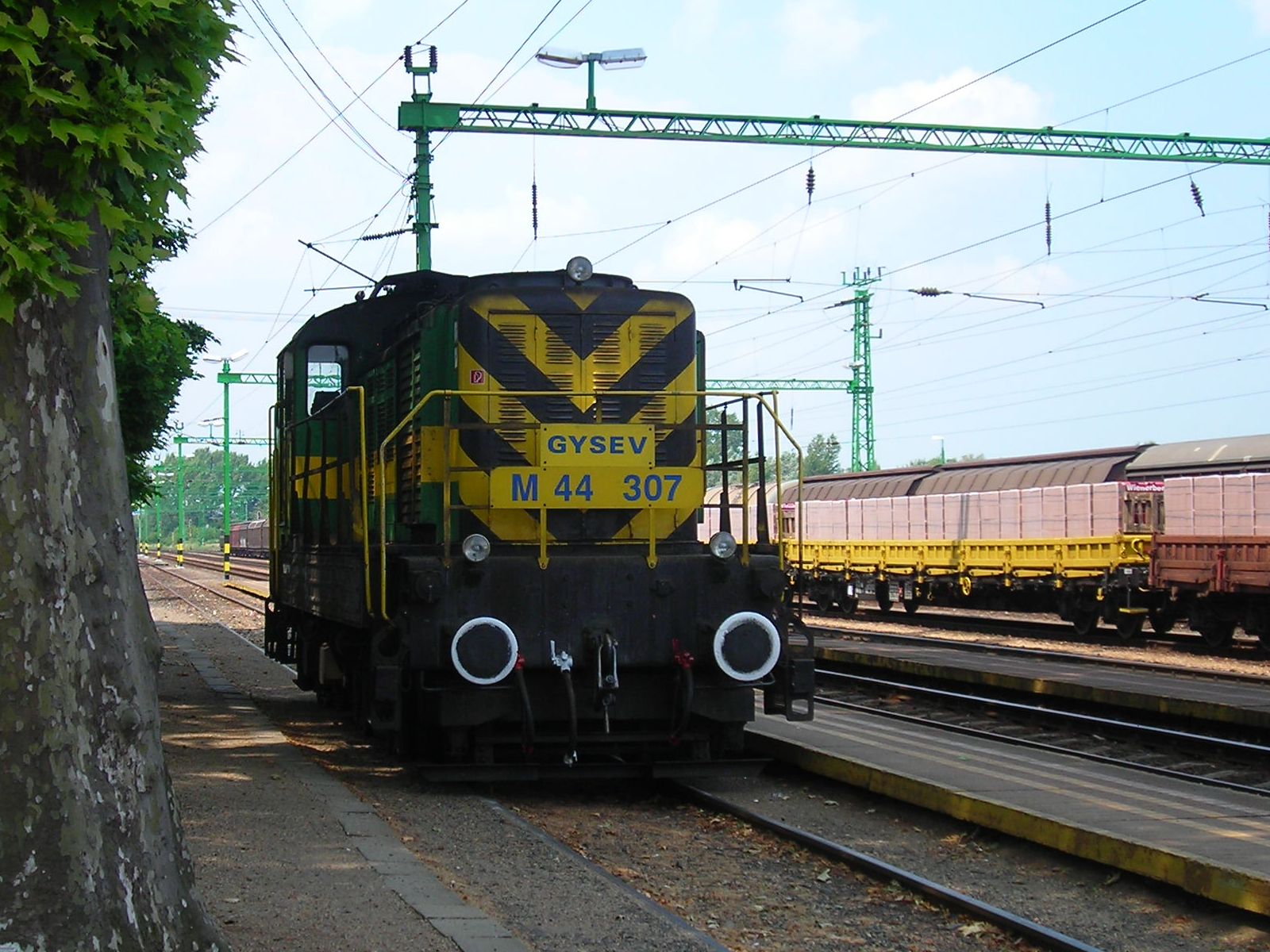
A GYSEV M44-es sorozatú dízel tolatómozdonya
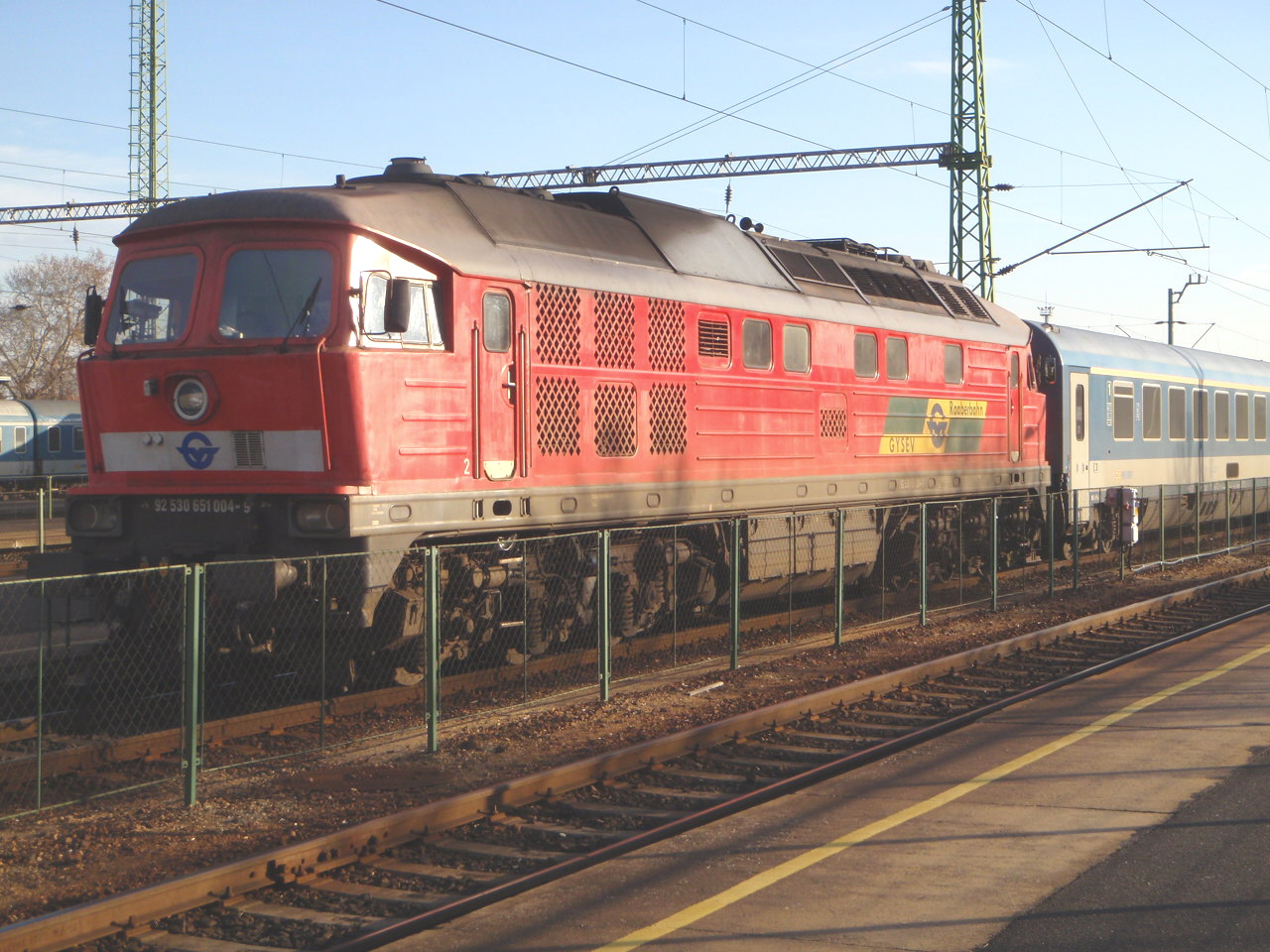
Bérelt DR 130 sorozat InterCity szerelvénnyel Szombathelyen

## Motorkocsik

### Siemens Desiro ML
- 5 db Siemens Desiro ML osztrák, illetve korridorvasútra.

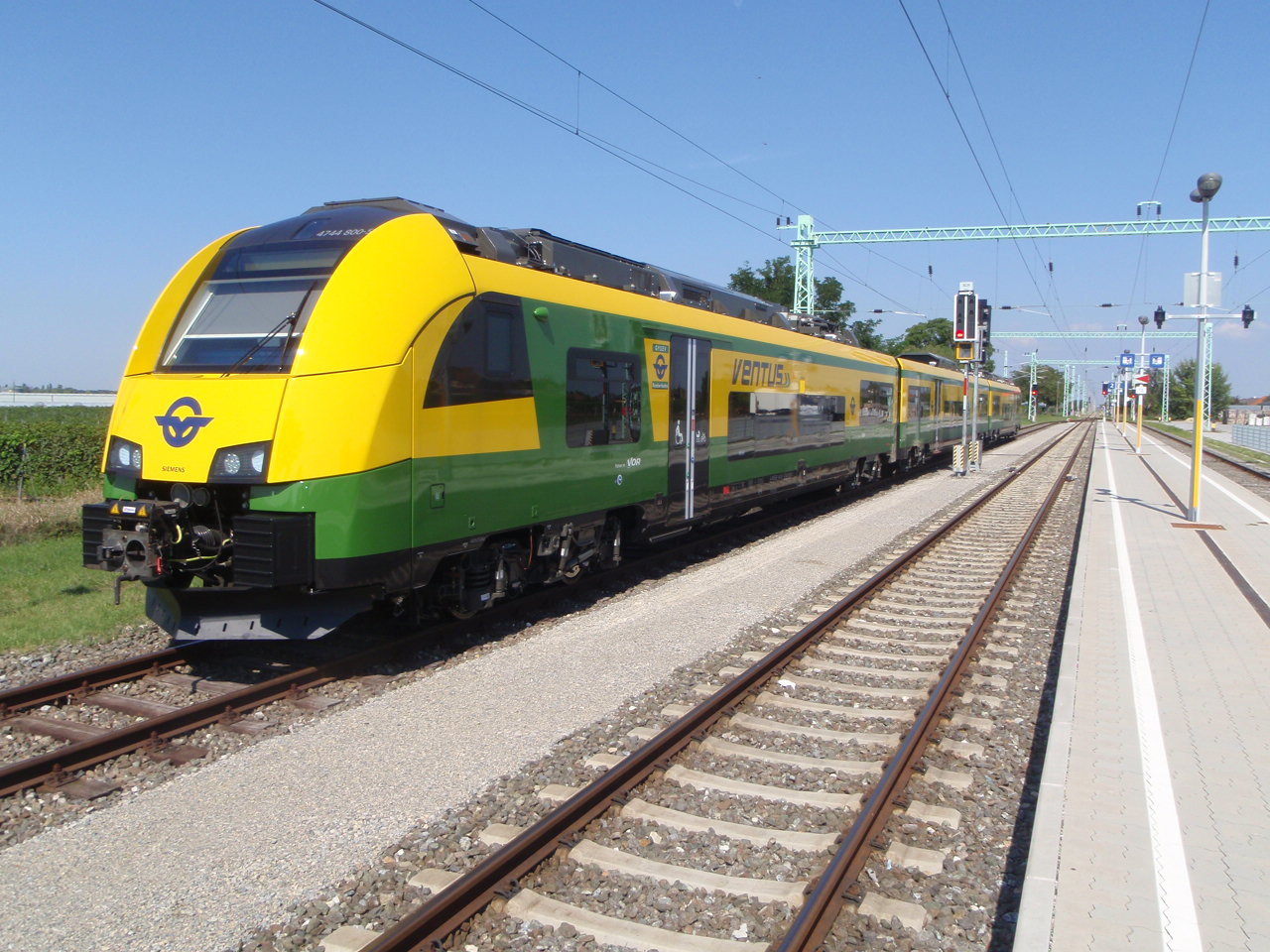
GYSEV 4744 Pomogy állomáson
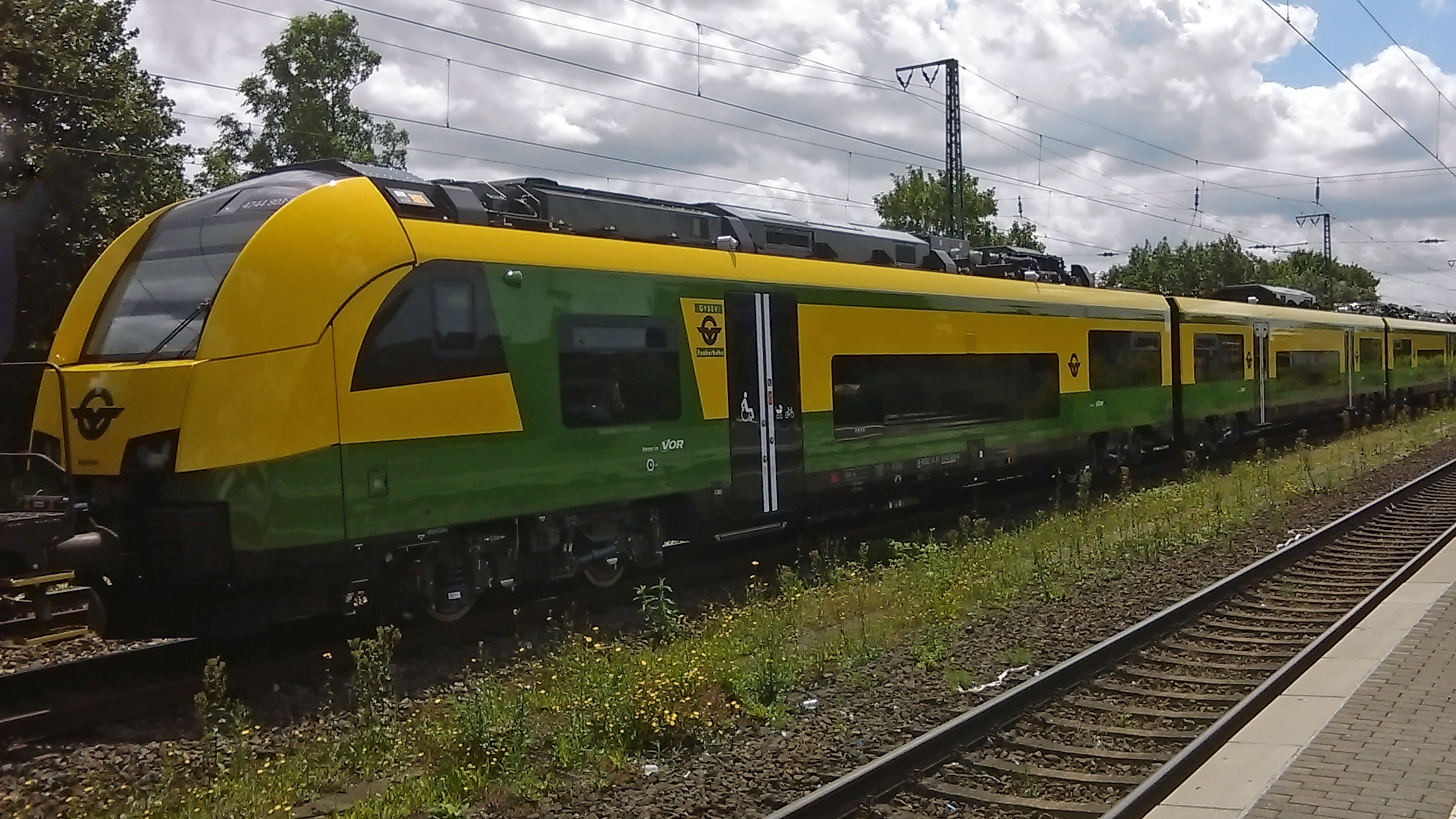
GYSEV 4744
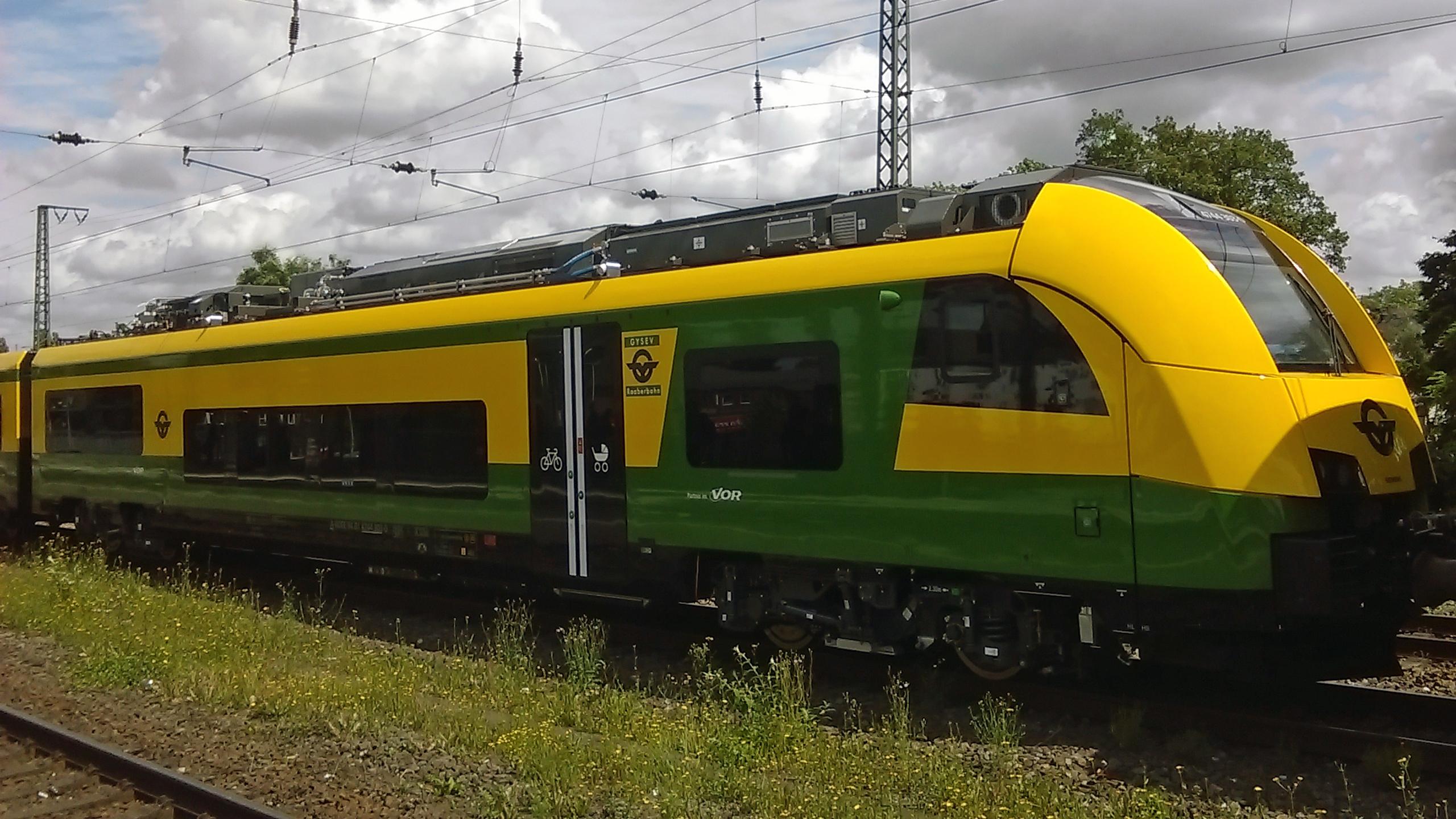
GYSEV 4744

### Stadler FLIRT
- A GYSEV 415 500 pályaszámú motorkocsija
- A GYSEV 415 501 pályaszámú motorkocsija
- A GYSEV 415 502 pályaszámú motorkocsija
- A GYSEV 415 503 pályaszámú motorkocsija
- A GYSEV 415 504 pályaszámú motorkocsija
- A GYSEV 415 505 pályaszámú motorkocsija
- A GYSEV 415 506 pályaszámú motorkocsija
- A GYSEV 415 507 pályaszámú motorkocsija
- A GYSEV 415 508 pályaszámú motorkocsija
- A GYSEV 415 509 pályaszámú motorkocsija
- A GYSEV 435 501 pályaszámú motorkocsija
- A GYSEV 435 503 pályaszámú motorkocsija
- A GYSEV 435 504 pályaszámú motorkocsija
- A GYSEV 435 505 pályaszámú motorkocsija

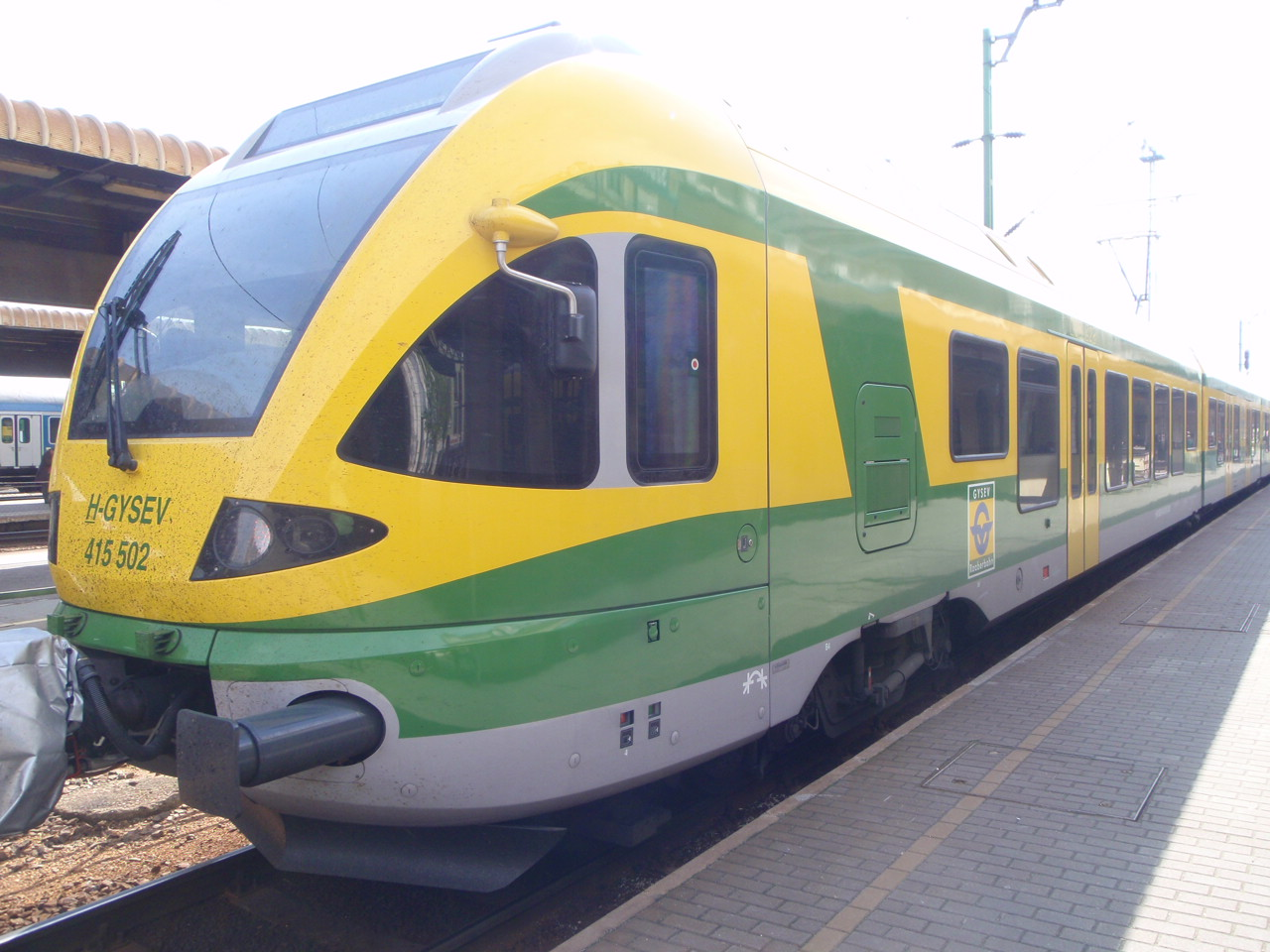
GYSEV 415 502 (Szombathely)
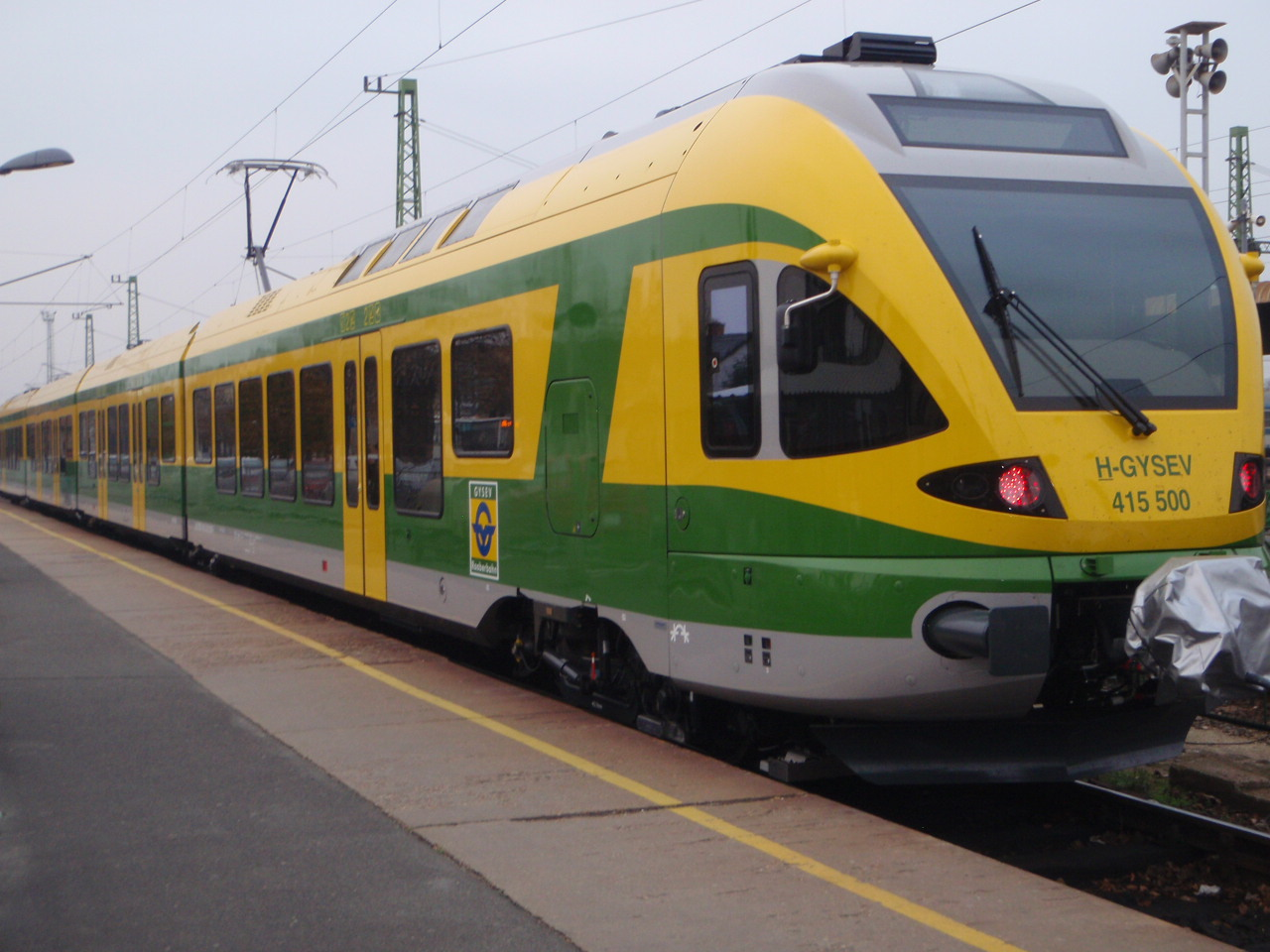
GYSEV 415 500 (Szombathely)
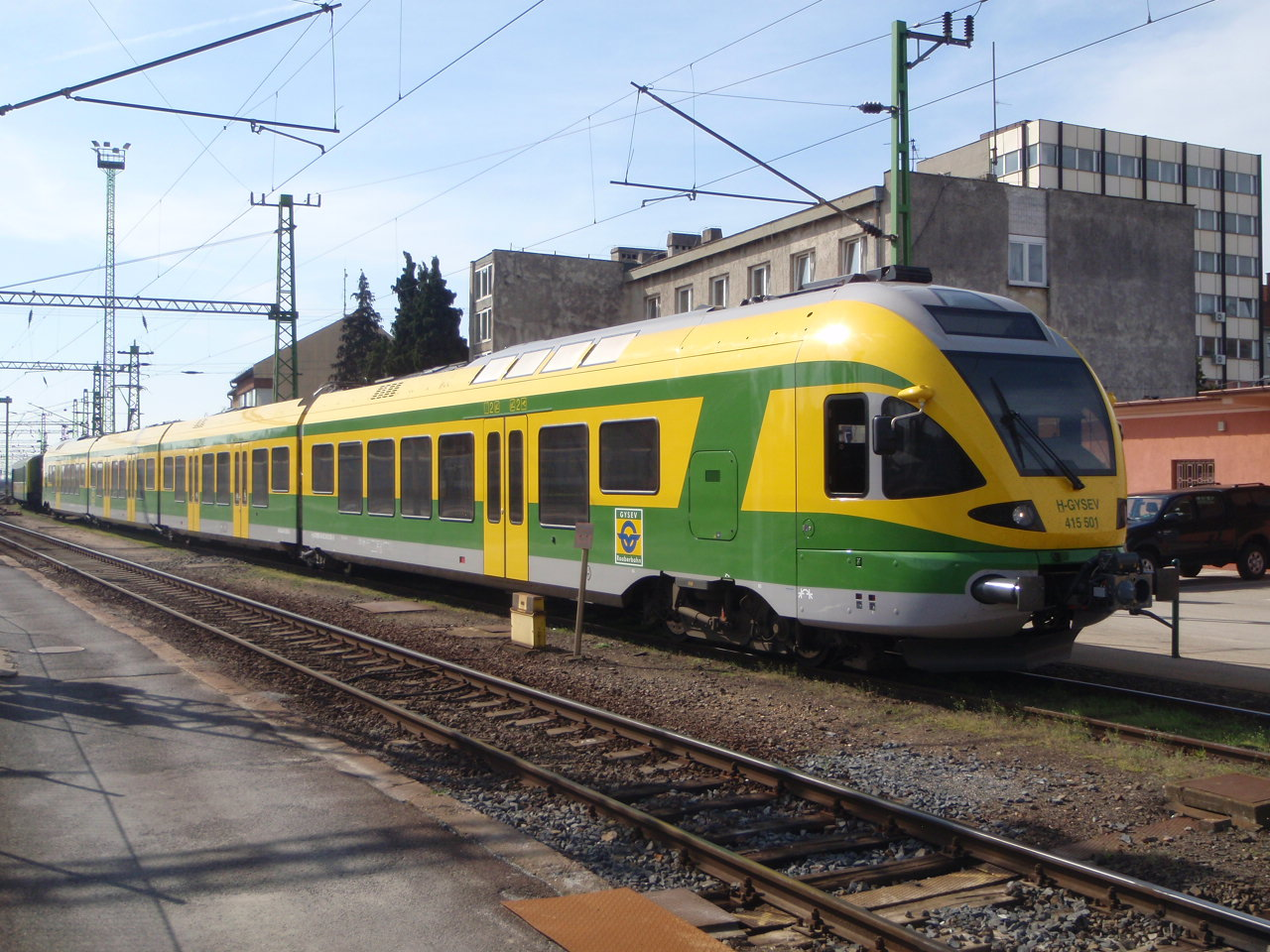
GYSEV 415 501 (Szombathely)
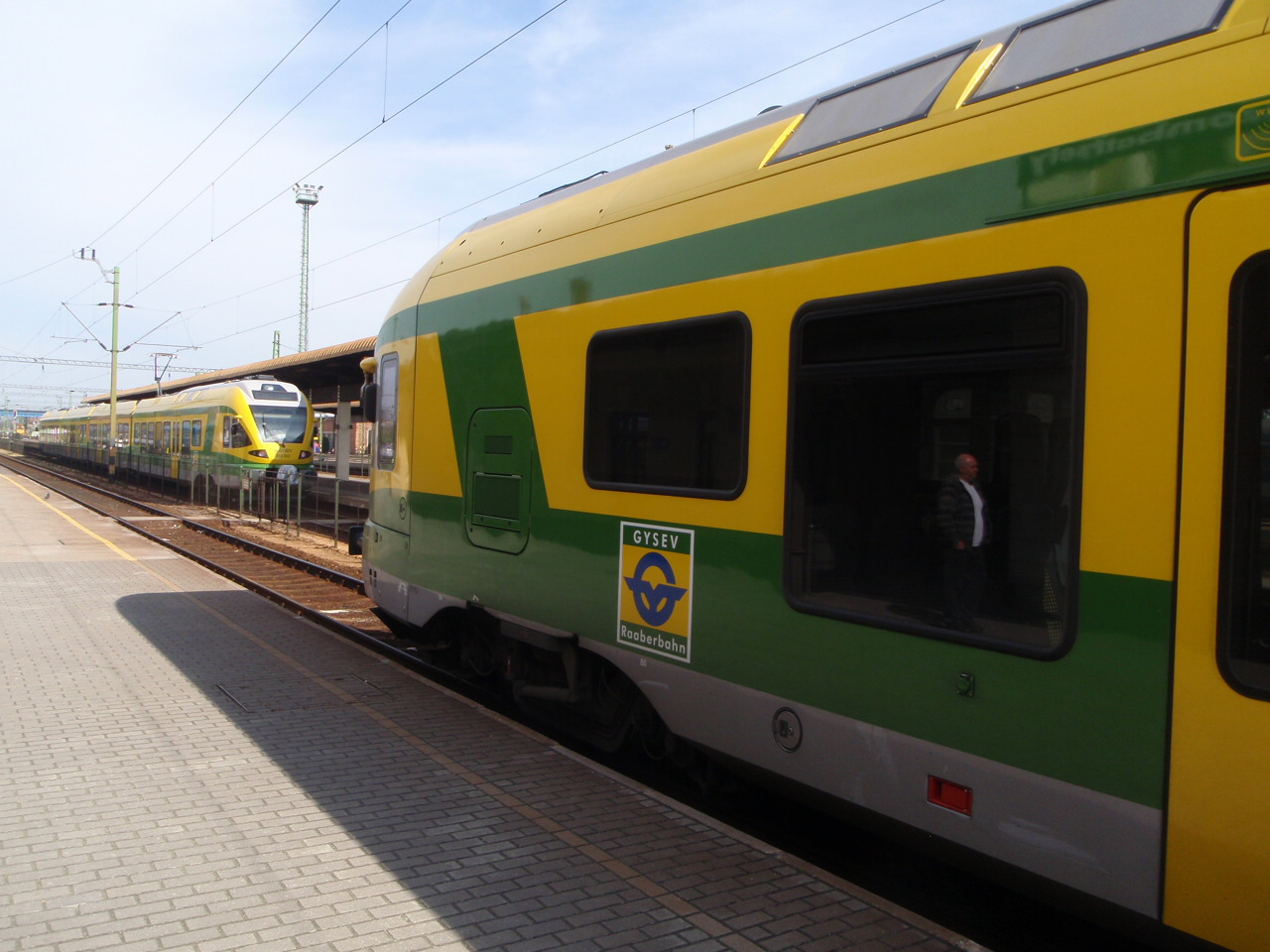
Hátrébb GYSEV 415 503, elől 415 502 (Szombathely)

### Stadler FLIRT3
- A GYSEV 435 501 pályaszámú motorkocsija
- A GYSEV 435 505 pályaszámú motorkocsija
- További 9 db FLIRT 3 típusú jármű 2018 március - 2019 január között.[4]

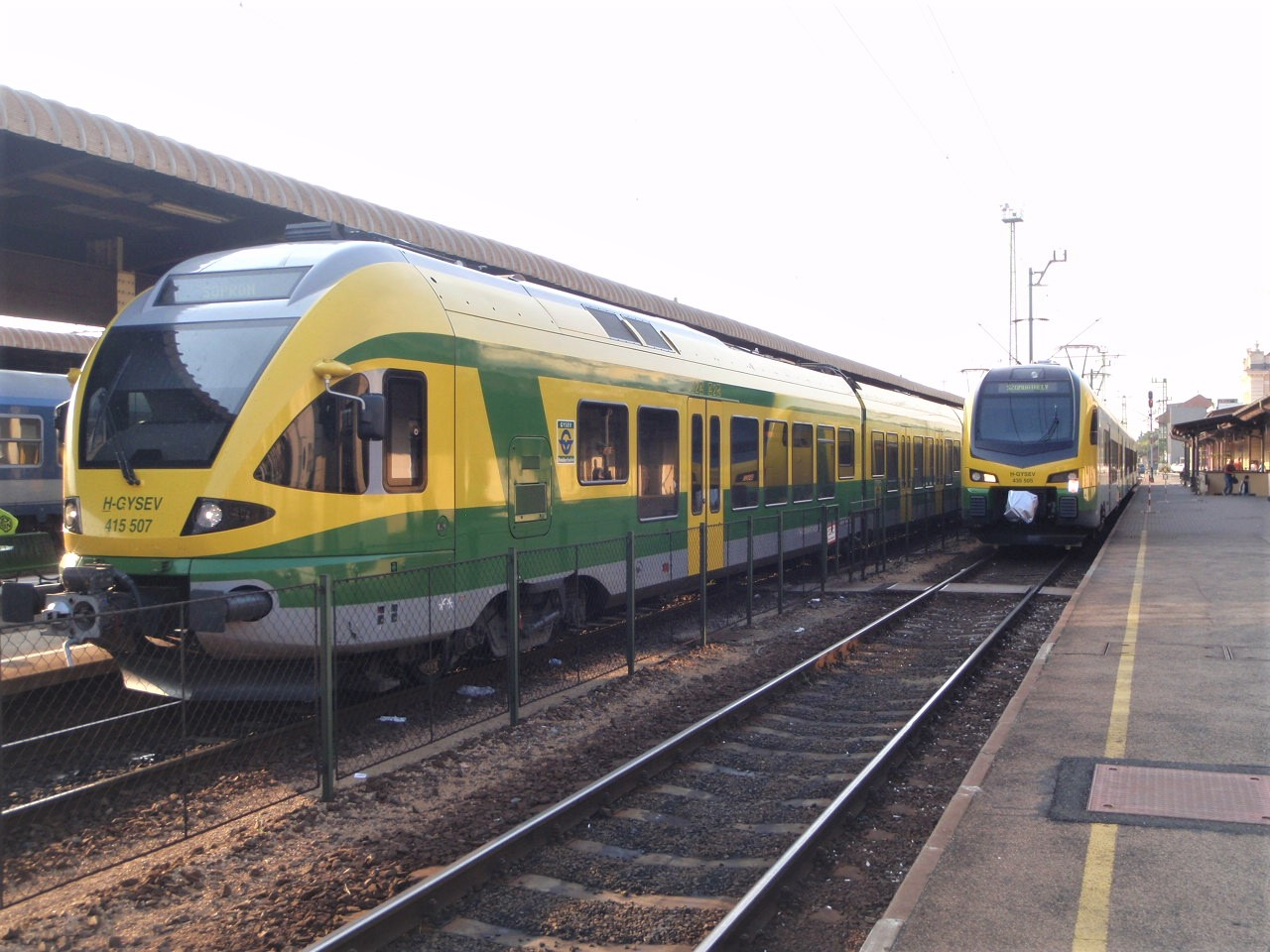
FLIRT találkozás Szombathelyen
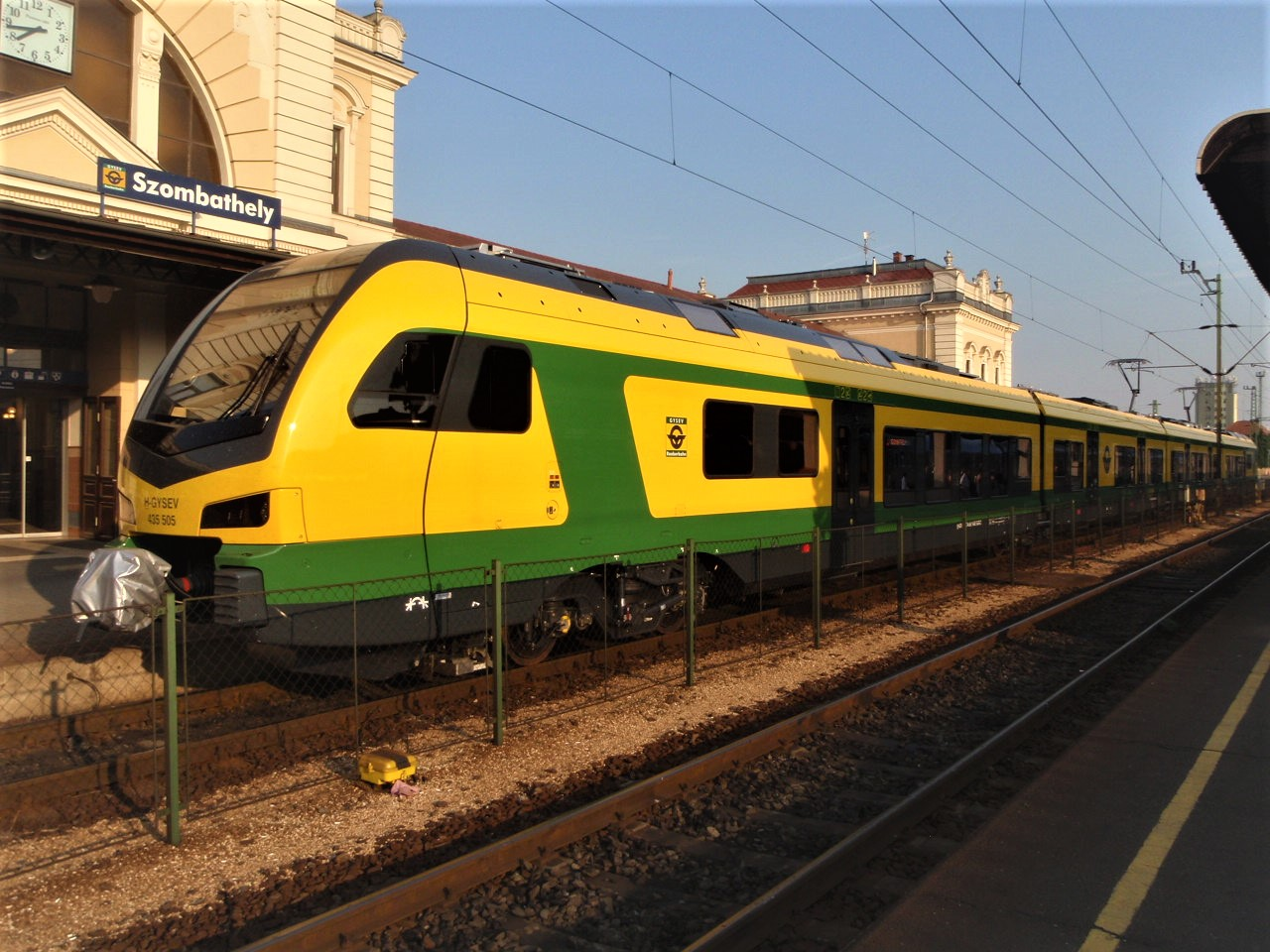
FLIRT3 Szombathelyen

### Sínautóbuszok
- A GYSEV GYSEV S1–S2 pályaszámú személyszállító sínautóbusza
- A GYSEV GYSEV M1–M2 pályaszámú benzin-mechanikus sínautóbusza

### Dízelmotorkocsik
- A GYSEV M11–M12 pályaszámú motorkocsijai
- A GYSEV M13–M14 pályaszámú motorkocsijai
- A GYSEV M15–M16 pályaszámú motorkocsijai
- A GYSEV M17 pályaszámú kísérleti motorkocsija
- A GYSEV BCmot 17 pályaszámú motorkocsija
- A GYSEV M18 pályaszámú motorkocsija, mely műszakilag hasonlított a BCmot motorkocsikra
- A GYSEV Aamot 23 pályaszámú gyorssínautóbusza
- A GYSEV Ma 4–5 pályaszámú vontató motorkocsijai
- A GYSEV ABamot 6–7 pályaszámú vontató motorkocsijai
- A GYSEV ABbmot sorozatú vontató motorkocsijai
- A GYSEV Bamot 701–702 pályaszámú motorkocsijai
- A GYSEV Bzmot 501–502 pályaszámú motorkocsijai
- A GYSEV 5146 sorozatú motorkocsijai
- A GYSEV 5047 501–502 pályaszámú motorkocsijai
- A GYSEV 5147 511–512 pályaszámú ikermotorkocsija

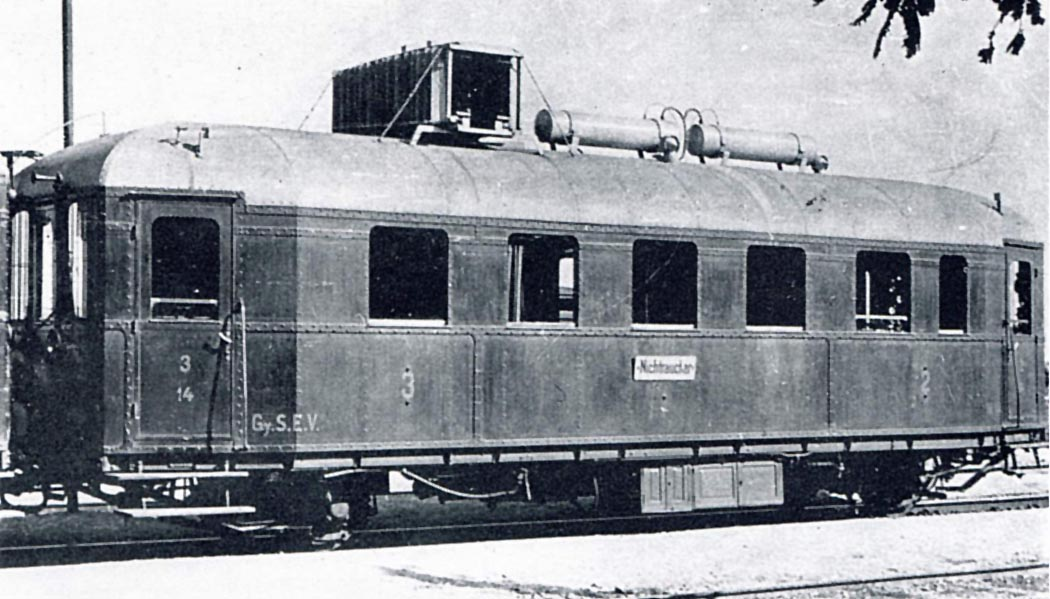
M13–M14
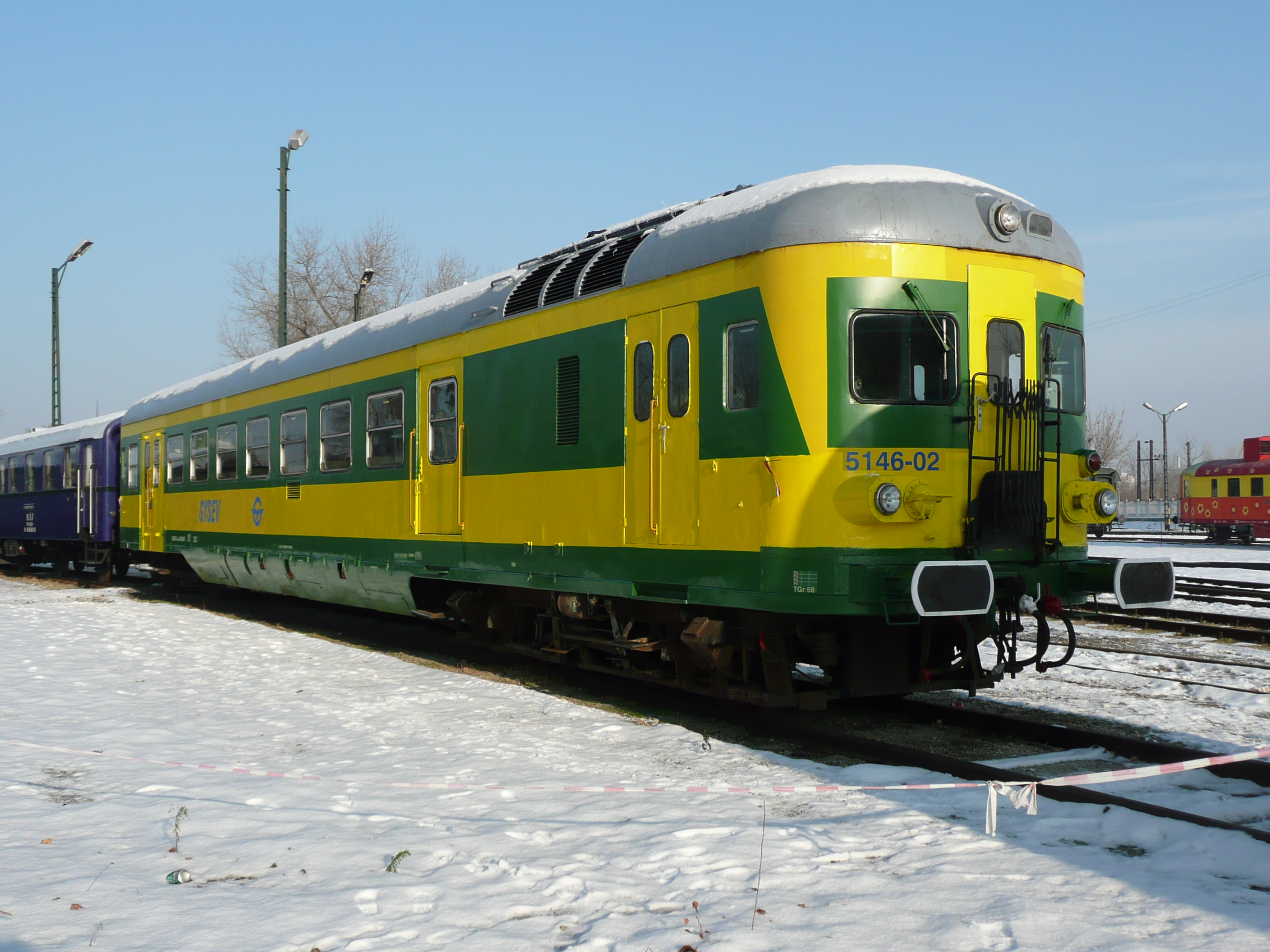
A GYSEV 5146-02 pályaszámú motorkocsija a Magyar Vasúttörténeti Parkban
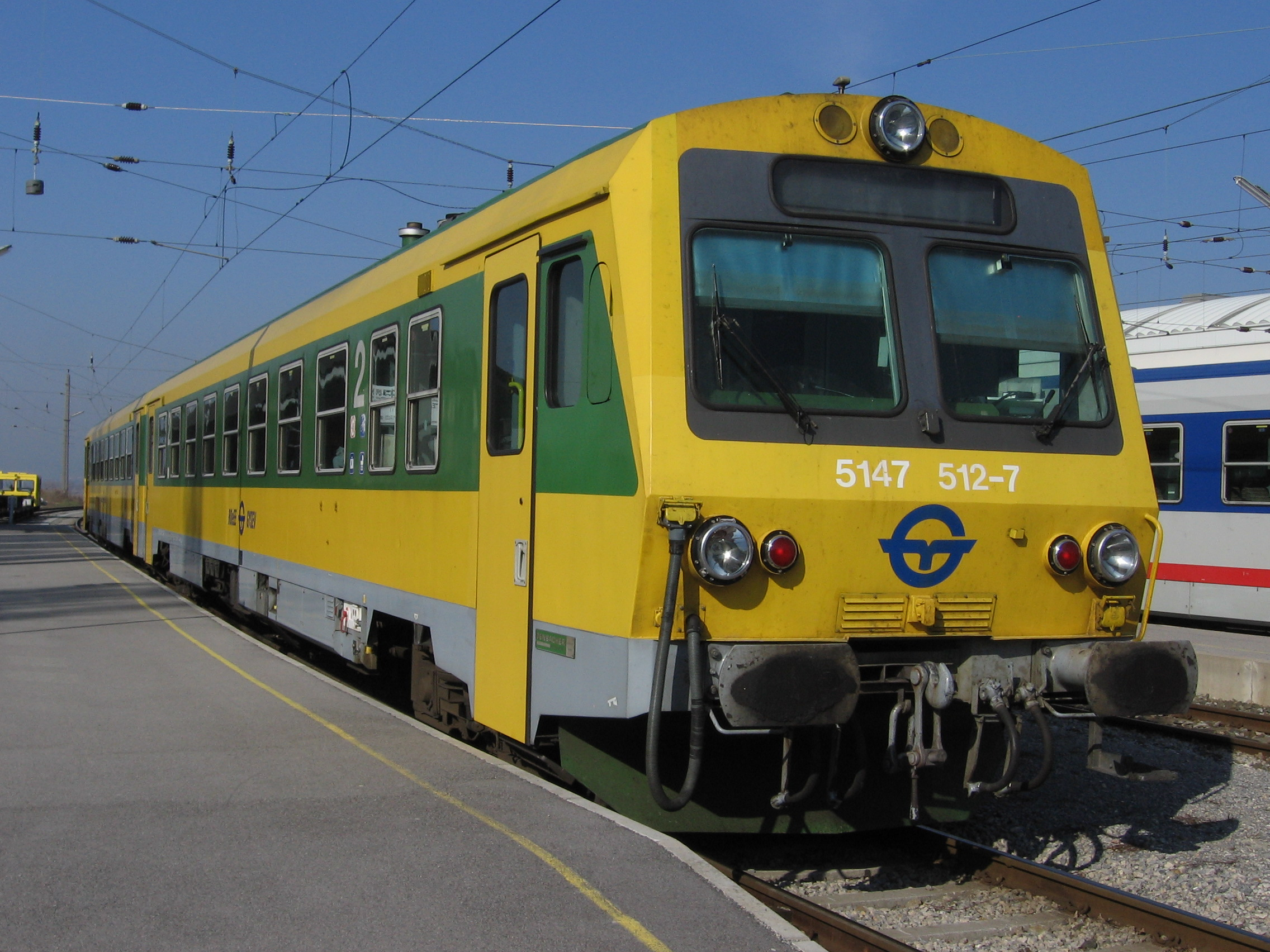
A GYSEV 5147 511–512 pályaszámú ikermotorkocsija